# Großdün
Großdün (nordfriesisch: Gratdün) ist eine Siedlung in Form einer Häusergruppe in der Gemeinde Nebel auf der Nordseeinsel Amrum im Kreis Nordfriesland in Schleswig-Holstein. 1987 wurden 18 Einwohner gezählt, die zu acht Haushalten gehörten. Großdün liegt im Süden der Insel, südlich von Süddorf und nördlich des Leuchtturms Amrum.